# Windows 95
A Microsoft Windows 95 (eredeti kódnevén Chicago, utalva ezáltal az amerikai nagyvárosra, Chicagóra) a Microsoft Windows operációs rendszer egyik fontos verziója, amely 1995. augusztus 24-én jelent meg, és a Microsoft három általános célú operációs rendszerének – a Windows 3.1-nek, a Windows for Workgroupsnak és az MS-DOS-nak – volt az utódja. A Windows 95 volt az első olyan Windows-verzió, ami kifejezetten otthoni felhasználók számára lett fejlesztve.
A Windows 95-ben vezették be a Windows 7-ig bezárólag minden Windows operációs rendszerben megtalálható Start menüt. A Windows 8-ban ez nem található meg (külsős programokkal visszahozható), viszont a 8.1-ben megtalálható a Start gomb, mely a Kezdőképernyőre vezet. A Microsoft a 2014-es build konferencián bejelentette, hogy visszahozzák a Start menü egy új, ráncfelvarrott változatát, amely a Windows 10-ben visszatért.

## Áttekintés
A Windows 95 egy grafikus felhasználói felülettel rendelkező operációs rendszer. A képernyőn a programok ikonok formájában jelennek meg, különböző könyvtárak pedig mappaként jelennek meg. Az egér használatával ezen ikonok rákattintásával nyithatóak meg a programok, fájlok vagy mappák. Mappa megnyitásakor a rendszer a fájlkezelő program elindításával lehetővé teszi a felhasználó számára hogy a mappa tartalmát megtekintse, azon belüli fájlokat módosítsa, vagy megnyissa. Ha a rendszer egy fájltípust nem tud párosítani egy programhoz, felajánlja hogy maga a felhasználó válassza ki a programot amellyel azt meg szeretné nyitni.
A Windows régi verzióihoz képest rengeteg változás történt, a rendszer ikonorientált lett: megjelent a tálca, ahol a lekicsinyített ablakok hívhatóak elő egy kattintással, jobb oldalon a rendszeren folyton futó, a hardverek működéséhez szükséges programok ikonja (mint pl. hangerőszabályzó, videokártya meghajtó program, akkumulátor töltöttségi szintje) jelenik meg. Bal oldalon helyezkedik el az akkoriban újdonságnak számító Start menü, amely a Windows 95 reklámkampányának kulcsfontosságú részeként szolgált: a régi Windowsokban ismert programkezelő szerepét vette át, könnyedén elérhetőek a programok, a vezérlőpult menü, illetve a számítógép kikapcsolásához szükséges "leállitás" menü. Az asztal nagyobb szerepet kapott, mivel a Programkezelő szerepe megszűnt (habár első kiadásoknál lehetséges azt is választani) ikonokat, fájlokat hozhatunk rajta létre, illetve szabadon elhelyezhetjük őket az asztalon bárhova. A Jobb egérgomb lenyomásakor egy menü jelenik meg, amelynek tulajdonsága attól függően változik, hogy mire kattintunk, rengeteg fontos elem kapott helyet (másolás, beillesztés, társítás), egyéb programok tovább bővíthetik lehetőségeit is. A Sajátgép megnyitásakor a rendszer fájlkezelőben megtekinthetővé teszi az összes meghajtót amely a rendszerben található, illetve amelyet elérhet hálózaton keresztül. A fájlkezelőben személyre szabhatjuk hogy milyen nézetben jelenítsük meg az adott mappát (nagy ikonok, kis ikonok, lista, részletek), hogyan szeretnénk a mappák között mozogni. A vezérlőpultban rengeteg beállítás érhető el, amellyel a rendszert személyre szabhatjuk, pl. háttér, Windows téma és képernyőkímélő tulajdonságainak megváltoztatása, kisegítő lehetőségek, hardver vagy programok telepítése és törlése, egér és billentyűzet beállításai. Megjelent a Plug and Play (röviden PnP) funkció, amelynek feladata, hogy a hardver telepítését megkönnyítse a rendszer, habár ez a funkció még nagyon kezdetleges volt, ezen kívül integrálva található egy 32 bites TCP/IP kód a beépített internet-támogatáshoz.
A Windows 95 javított multimédia lehetőségeket, a mobil számítógépekhez még erőteljesebb funkciókat és beépített hálózati képességeket is tartalmaz, hardvertámogatása jobb lett a korábbi verzióktól. Az eredeti kiadás még Fat16 fájlrendszereket tudott kezelni, a későbbi kiadásokban, pl. az 1997-ben kiadott OSR2 (OEM Service Release) javításban jelent meg a Fat32 támogatás, ezzel egyidejűleg az Ultra DMA támogatása is, így már a 2 GB-nál nagyobb lemezeket is kezelte a rendszer, és gyorsabb volt az adatátvitel is. Az MMX utasításkészlet, és az USB támogatása is bekerült a későbbi kiadásokba. Az OSR2 után ugyanabban az évben megjelentek az OSR2.1 és a 2.5 kiadások is, amelyek további javításokat tartalmaztak, illetve az Internet Explorer webböngészőt is hozzáadták mint alap webböngésző program.

## Rendszerkövetelmény
A Windows 95 minimális rendszerkövetelménye egy 20Mhz órajellel rendelkező Intel 386DX processzor, 4 MiB rendszermemória, 70 MB tárhely, attól függően, hogy mely összetevőket szeretné a felhasználó telepíteni, CD és/vagy Floppy meghajtó, legalább 16 színt megjelenítő grafikus kártya. Az ajánlott rendszerkövetelménye egy Intel 486 processzor, 8 MiB rendszermemória, 70 MB vagy nagyobb méretű tárhely, CD és/vagy Floppy meghajtó, 256 színt (vagy többet) megjelenítő VGA kártya.
Az operációs rendszert alapvetően CD-n terjesztették, ugyanakkor kiadták floppy lemezeken is. A kiskereskedelmi célú változat 13 DMF formátumú (1,68 MB) lemezre fért rá, ugyanakkor számos, a CD-n megtalálható kiegészítő szoftverösszetevő hiányzik a lemezekről.

## Kiadások
| Kiadás                         | Kódnév   | Kiadás dátuma      | CD-Kód           | Verzió                | Verzió                                                                      | Verzió              | Szoftver komponensek | Szoftver komponensek | Szoftver komponensek | Szoftver komponensek | Szoftver komponensek | Hardver támogatás | Hardver támogatás | Hardver támogatás | Hardver támogatás | Hardver támogatás | Hardver támogatás | Hardver támogatás | Hardver támogatás | Hardver támogatás |
| Kiadás                         | Kódnév   | Kiadás dátuma      | CD-Kód           | Rendszertulajdonságok | Rendszerfájlok                                                              | Időbélyegző         | MS-DOS               | Internet Explorer    | DriveSpace           | OpenGL               | DirectX              | FAT32             | Infravörös        | UDMA              | IRQ steering      | USB               | IEEE 1394         | AGP               | MMX               | P6                |
| ------------------------------ | -------- | ------------------ | ---------------- | --------------------- | --------------------------------------------------------------------------- | ------------------- | -------------------- | -------------------- | -------------------- | -------------------- | -------------------- | ----------------- | ----------------- | ----------------- | ----------------- | ----------------- | ----------------- | ----------------- | ----------------- | ----------------- |
| Windows 95 (retail and OEM)    | Chicago  | Augusztus 24, 1995 | 0795             | 4.00.950              | 4.00.950                                                                    | 1995-07-11 09:50:00 | 7.0                  | 1.0 OEM only         | 2                    | N/A                  | N/A                  | Nem               | Nem               | Nem               | Nem               | Nem               | Nem               | Nem               | Részlegesen       | Részlegesen       |
| Microsoft Plus! for Windows 95 | Frosting | Augusztus 24, 1995 | N/A              | N/A                   | 4.40.310                                                                    | 1995-07-14 04:40:00 | 7.0                  | 1.0                  | 3                    | N/A                  | N/A                  | Nem               | Nem               | Nem               | Nem               | Nem               | Nem               | Nem               | Részlegesen       | Részlegesen       |
| Service Pack 1                 | N/A      | Február 14, 1996   | N/A              | 4.00.950a             | 4.00.951                                                                    | 1995-12-31 09:50:00 | 7.0                  | 2.0                  | 2                    | N/A                  | N/A                  | Nem               | Igen              | Nem               | Nem               | Nem               | Nem               | Nem               | Részlegesen       | Részlegesen       |
| OEM Service Release 1          | N/A      | Február 14, 1996   | 0196             | 4.00.950a             | 4.00.951                                                                    | 1995-12-29 09:51:00 | 7.0                  | 2.0                  | 2                    | N/A                  | N/A                  | Nem               | Igen              | Nem               | Nem               | Nem               | Nem               | Nem               | Részlegesen       | Részlegesen       |
| OEM Service Release 2          | N/A      | Augusztus 30, 1996 | 0796             | 4.00.950 B            | 4.00.1111                                                                   | 1996-08-24 11:11:11 | 7.1                  | 3.0                  | 3                    | 1.1                  | 2.0a                 | Igen              | Igen              | Igen              | Igen              | Nem               | Igen              | Nem               | Igen              | Igen*             |
| OEM Service Release 2.1        | Detroit  | Augusztus 27, 1997 | 0197 (US) / 0397 | 4.00.950 B            | 4.03.1212 4.03.1214 4.03.1216 (unofficial, with the updated USB supplement) | 1997-04-10 12:14:00 | 7.1                  | 3.0                  | 3                    | 1.1                  | 2.0a                 | Igen              | Igen              | Igen              | Igen              | Igen              | Igen              | Igen              | Igen              | Igen*             |
| OEM Service Release 2.5        | N/A      | November 26, 1997  | 1297             | 4.00.950 C            | 4.03.1216                                                                   | 1997-11-26 12:16:00 | 7.1                  | 4.00                 | 3                    | 1.1                  | 5.0                  | Igen              | Igen              | Igen              | Igen              | Igen              | Igen              | Igen              | Igen              | Igen              |

1. ↑  The version string displayed in the "System properties" tab. Right-click on "My Computer" and choose "Properties".
2. ↑  The version of updated system files. Note that most system files which have not been updated often retain their old version number. Version numbers are not consistently used: some system files may have older or newer build numbers or use a version numbering scheme separate from regular system files.
3. ↑  Upgradable to 5.5
4. ↑  Upgradable to 8.0a
5. ↑  Some components have higher build numbers up to 955.
6. ↑  With the Memory Management fix (VMM2XUPD.EXE) applied (official),[16] or with the updated USB supplement (4.03.1216) (unofficial for OSR2/2.1).[17]
7. ↑  Original release of the USB Supplement to OSR2.
8. ↑  Updated version of the USB Supplement to OSR2.
9. 1 2  The Microsoft Knowledge Base reports 4.03.1214. This USB Supplement to OSR2 (included with OSR2.5 only, named usbupd2.exe) contains an updated VMM.VXD with support for the Pentium Pro and Pentium II. This file has version 4.03.1216 and has a timestamp of September 23, 1997 09:51:18.

## Agresszív reklám
A Windows 95 alapította meg a Microsoft cég „vaporware” (magyarul „porhintés”) hagyományait: bár 1993-ban bejelentették olyan hírveréssel, ami nagy tömegeket befolyásolt abban, hogy a termékre várjanak, de csak 1995-re készült el. Megjelentetését agresszív reklámkampány kísérte, melyben a Rolling Stones együttes is szerepelt Start Me Up című számával. Magyarországon pedig a Szomszédokban is említést tettek róla. Egy városi legenda szerint voltak, akik az agresszív reklámhadjárat hatására úgy vásárolták meg a terméket, hogy nem is volt számítógépük, vagy meglévő gépük nem volt alkalmas a Windows 95 futtatására.